# ポールディング (駆逐艦)
|          |                                                   |
| 艦歴     |                                                   |
| 発注     |                                                   |
| 起工     | 1909年7月24日                                     |
| 進水     | 1910年4月12日                                     |
| 就役     | 1910年9月29日（海軍） 1925年1月23日（沿岸警備隊） |
| 退役     | 1919年8月（海軍） 1930年8月12日（沿岸警備隊）     |
| その後   | スクラップとして売却                              |
| 除籍     | 1934年6月28日                                     |
| 性能諸元 |                                                   |
| 排水量   | 887トン                                           |
| 全長     | 293 ft 10 in (89.6 m)                             |
| 全幅     | 26 ft (7.9 m)                                     |
| 吃水     | 9 ft 6 in (2.9 m)                                 |
| 機関     | 重油専焼缶4基                                     |
| 最大速   | 33ノット (61 km/h)                                |
| 乗員     | 士官、兵員110名                                   |
| 兵装     | 3インチ砲4門 18インチ魚雷発射管6門                |

ポールディング (USS Paulding, DD-22) は、アメリカ海軍の駆逐艦。ポールディング級駆逐艦の1隻。艦名はハイラム・A・ポールディング少将に因む。

## 艦歴

### 海軍で
ポールディングは1909年7月24日にメイン州バスのバス鉄工所で起工した。1910年4月12日にエマ・ポールディングによって命名、進水し、1910年9月29日に艦長イエーツ・スターリング・ジュニア少佐の指揮下就役した。
大西洋水雷艦隊に配属されたポールディングは、アメリカ合衆国が第一次世界大戦に参戦するまで東海岸沖で活動した。1917年4月はニューイングランド沖を偵察し、5月には海外配備の準備に入る。5月21日にイギリスに向けて出航、アイルランドのクイーンズタウンに到着すると船団護衛任務に就き、ドイツのUボートと対峙することとなる。大戦を通して同任務に従事したポールディングは、停戦成立後帰国の途に就いた。

### 沿岸警備隊で
「ポールディング」は1919年8月に退役し、予備役艦隊で保管された。その後沿岸警備隊に移管され、1924年4月28日から1930年10月18日までラム・パトロールの1隻として活動した。「ポールディング」はマサチューセッツ州ボストンに配備された。
ポールディングは1927年2月に強風の中ケープコッド沖でカッター「CG-238」の捜索に派遣された。「CG-238」はすでに発見されていたが、「ポールディング」は嵐の中2日間を過ごし、艦上部の装備の多くを失った。その中には4本の煙突の内の1本が含まれていた。1927年12月17日、潜水艦 S-4 (USS S-4, SS-109) と衝突事故を起こした。S-4 は沈没し、乗員全てが行方不明となった。
「ポールディング」は1930年10月18日に海軍に返還され、再び予備役艦隊に編入、リーグ島で係留された。「ポールディング」は1934年6月28日に除籍され、ロンドン海軍軍縮条約に従ってスクラップとして売却された。